# 小行星19982
小行星19982（19982 Barbaradoore）是一颗绕太阳运转的小行星，为主小行星带小行星。该小行星于1990年1月22日发现。

## 轨道参数
小行星19982的轨道半长轴为2.3349691 UA，离心率为0.286。